# Meservey (Iowa)
Meservey es una ciudad ubicada en el condado de Cerro Gordo en el estado estadounidense de Iowa. En el Censo de 2010 tenía una población de 256 habitantes y una densidad poblacional de 65,59 personas por km².

## Geografía
Meservey se encuentra ubicada en las coordenadas 42°54′56″N 93°28′24″O / 42.91556, -93.47333. Según la Oficina del Censo de los Estados Unidos, Meservey tiene una superficie total de 3.9 km², de la cual 3.9 km² corresponden a tierra firme y (0%) 0 km² es agua.

## Demografía
Según el censo de 2010, había 256 personas residiendo en Meservey. La densidad de población era de 65,59 hab./km². De los 256 habitantes, Meservey estaba compuesto por el 99.22% blancos, el 0% eran afroamericanos, el 0% eran amerindios, el 0% eran asiáticos, el 0% eran isleños del Pacífico, el 0% eran de otras razas y el 0.78% pertenecían a dos o más razas. Del total de la población el 3.13% eran hispanos o latinos de cualquier raza.